# Ивайло Станев
 Тази статия е за българския фотограф.  За футболиста вижте Ивайло Станев (футболист).  
Ивайло Станев (познат също под псевдонима Álvarez) е български фотограф, работещ в областта на документалната и рекламната фотография. От 2017 г. той живее и работи във Валенсия, Испания.

## Биография
Ивайло Станев е роден на 5 декември 1976 г. в Ловеч, България. Той израства и живее в Тетевен до завършване на средното си образование, където на 15-годишна възраст открива интереса си към фотографията чрез училищен кръжок. Паралелно се занимава и с дърворезба, повлиян от своя дядо – известния резбар Иван Емануилов, както и с рисуване под ръководството на художника Събо Димитров от Тетевен. От 2017 г. Станев живее и работи във Валенсия, Испания.

## Кариера
Ивайло Станев работи за различни международни издания:Esquire, Playboy, Maxim, Harper’s Bazaar, Biograph, EVA и много други. В периода 2014–2019 г. работи като фотограф и фоторедактор за Esquire и е дългогодишен фотограф за българските редакции на Playboy (2009–2019 г.) и Maxim (2010–2016 г.), като негови сесии са публикувани и в международни издания на списанията в Германия, Чехия, Русия, Австралия и Гърция.
През 2009 година Станев става първият български фотограф, представен от модния канал FashionTV с фотосесия на модела Александра Николова. Това е и първата българска продукция, излъчена в канала, когато FTV стартира програмата си на български език.
През 2017 година Magnum Photos избират Ивайло Станев за участие в изложбата Magnum Swap Shop, представена в Лондон по случай 70-годишнината на Magnum.
През 2018 година Станев отваря галерия във Валенсия, специализирана в продажбата на фотография.
През 2017 година започва съвместен проект с испанския тореадор Jesús Duque, посветен на испанската корида. Проектът включва фотосесии и изложби, които представят този културен ритуал. Една от изложбите от проекта е Rojo-Trozos de pasión, във Валенсия (2019 г.), а части от нея са изложени на Olympus Masters Europe (2018 г.) в Прага и на Photopia в Хамбург (2023 г.).
През 2018 година е сред наградените автори на Olympus Masters Europe, с изложба в Прага, където е представена част от експозицията Rojo-Trozos de pasión.

## Филми и театрални постановки
Ивайло Станев е работил като фотограф за следните:

### Филми
- Операция Шменти Капели (2011) – Режисьор: Иван Митов
- Шменти Капели - Легендата (2014) – Режисьор: Владислав Карамфилов
- The Aliens (2016) – сериал по BBC – Режисьор: Тоби Хейнс
- 12А (2017) – Режисьор: Магдалена Ралчева
- Въздесъщият (2017) – Режисьор: Илиян Джевелеков
- Бензин (2017) – Режисьори: Асен Блатечки и Катерина Горанова
- Привличане (2018) – Режисьор: Мартин Макариев
- Документален филм Jazz with me за Хилда Казасян

### Театрални постановки
- VIP (2013) – Моноспектакъл на Мариан Вълев
- Догодина по същото време (2016) – Режисьор: Георги Михалков
- Червената или черната (2016) – Режисьор: Владислав Карамфилов
- Едно танго с Маркес (2016) – Автори: Мария Сапунджиева и Бойко Богданов
- Всичко или нищо (2017) – Режисьор: Лиза Шопова
- Калигула (2018) – Режисьор: Диана Добрева
- Мюзикъл Човекът от Ла Манча (2018) – Режисьор: Борис Панкин
- Мемоарите на един Въргал (2019) – моноспектакъл на Владислав Карамфилов

## Избрани изложби

### 2024
- “Red Point” – самостоятелна изложба, София.[15]
- “Face 2 Face” – самостоятелна изложба, София.[16][17]

### 2023
- “HAHNEMÜHLE FINEART COLLECTION” – групова изложба, Photopia, Хамбург.[13]

### 2022
- “THE FIAP CLUB WORLD CUP” – групова изложба.

### 2020
- “THE COLOUR OF THE STREET” – самостоятелна изложба, Валенсия.
- “144 000 MINUTES” – групова изложба, Валенсия.

### 2019
- “RED SEA” – самостоятелна изложба, Валенсия.
- “E#MOTION-LA PLAYA” – самостоятелна изложба, Валенсия.
- “ROJO-TROZOS DE PASION” – групова изложба, Валенсия.

### 2018
- “E#MOTION-LA CALLE” – самостоятелна изложба, Валенсия.
- “FIAP PHOTO SALOON, PHOTOVACATION” – групова изложба.
- “OLYMPUS MASTERS 2018” – групова изложба, Прага.[18]

### 2017
- “MAGNUM SWAP SHOP” – групова изложба, Лондон.[9]